# Lucas Luhr
Lucas Luhr (Mülheim-Kärlich, Alemania, 22 de julio de 1979) es un piloto de automovilismo de velocidad alemán que ha triunfado en gran turismos y sport prototipos. Fue campeón de la American Le Mans Series en 2002, 2003, 2006, 2008, 2012 y 2013, y el Campeonato FIA GT en 2004 y 2011.
Fue ganador de clase en las 24 Horas de Le Mans de 2002 y 2003, las 24 Horas de Daytona de 2001, las 24 Horas de Spa de 2005, las 12 Horas de Sebring de 2000, 2001, 2002, 2003 y 2005, y Petit Le Mans 2002; y ganó de manera absoluta las 24 Horas de Nürburgring de 2006 y 2011, y las 24 Horas de Spa de 2015.

## Carrera deportiva
Luhr debutó en el karting en el año 1989. Ganó varios títulos regionales y nacionales en esa disciplina, y más tarde fue piloto oficial de CRG y Jolly en torneos europeos y mundiales. En 1996 dejó las ruedas chicas y fue subcampeón de la Fórmula Ford Alemana. Los dos siguientes años disputó la Fórmula 3 Alemana; también llegó décimo en el Masters de Fórmula 3 de 1998. El piloto abandonó su carrera en monoplazas tempranamente en 1999, ya que a los 20 años de edad ganó la Copa Porsche Carrera Alemania.
El alemán se mudó a América del Norte, y disputó la American Le Mans Series las siguientes cuatro temporadas en un Porsche 911 de la clase GT. En 2000 ganó cuatro carreras junto a Dirk Müller en el equipo de Dick Barbour, entre ellas las 12 Horas de Sebring, los 1000 km de Nürburgring y la Carrera de los Mil Años, pero su compañero acumuló más puntos y Luhr resultó subcampeón de pilotos.
En 2001 pasó al equipo de Alex Job, y junto con Sascha Maassen vencieron tres carreras (repitiendo Sebring), pero resultaron subcampeones ya que el BMW M3 de J. J. Lehto y Jörg Müller dominó las acciones. Luhr y Maassen consiguieron siete victorias de clase de diez carreras de 2002, incluyendo las 12 Horas de Sebring y Petit Le Mans, de manera que obtuvieron ambos títulos por amplio margen. La dupla alemana ganó cinco carreras de nueve en 2003, entre ellas la cuarta conquista en Sebring para Luhr, lo cual redundó en nuevos títulos de pilotos y equipos.
Luhr también disputó tres ediciones de las 24 Horas de Le Mans en ese período, siempre en un Porsche 911 de la clase GT. En 2000 lo hizo para Dick Barbour, junto con Dirk Müller y Bob Wollek, donde fueron excluidos técnicamente. Luhr no compitió en Francia en 2001. Su retorno en 2003 fue en The Racer's Group, donde fue ganador de clase junto a Timo Bernhard y Kevin Buckler. Repitió victoria en 2003 pero para Alex Job, junto a Maassen y Emmanuel Collard.
En 2004, Luhr corrió unas pocas carreras de la American Le Mans Series: en Sebring llegó segundo en GT como tercer piloto de Alex Job, compartiendo el automóvil con Romain Dumas y Marc Lieb, y terminó sexto en Petit Le Mans y disputó tres fechas más para BAM!. El alemán pasó la mayor parte de 2004 en Europa, pilotando para Freisinger en el Campeonato FIA GT, siempre en un Porsche 911 de la clase ahora denominada N-GT. Luhr y Maassen ganaron seis carreras de once y ganaron ambos títulos; además llegó tercero en N-GT y quinto absoluto en las 24 Horas de Spa.
Porsche encargó a Luhr el desarrollo del nuevo sport prototipo, el Porsche RS Spyder. Por tanto, en 2005 disputó únicamente dos carreras en un Porsche 911, ahora perteneciente a la clase GT2: ganó en las 12 Horas de Sebring para Petersen / White Lightning y en las 24 Horas de Spa para GruppeM. Luego hizo debutar el Porsche RS Spyder con una victoria de clase en la fecha de Laguna Seca de la American Le Mans Series junto a Maassen.
En 2006, Luhr corrió el Porsche RS Spyder en la American Le Mans Series para Penske. Primero corrió junto a Maassen, y luego con Dumas. Curiosamente, en la segunda etapa ambas tripulaciones sumaron la misma cantidad de puntos, por lo que Luhr y Maassen conservaron la ventaja inicial y ganaron el campeonato de pilotos, derrotando a Bernhard y Dumas pero también a la dupla de Intersport, y a esta estructura en el campeonato de equipos de LMP2. Luhr también ganó las 24 Horas de Nürburgring junto a Bernhard, Mike Rockenfeller y Marcel Tiemann y consiguió la victoria en la clase G2 de las 24 Horas de Spa, en ambos casos en un Porsche 911 de Manthey.
Audi contrató a Luhr como piloto oficial en 2007. Por ello, disputó el Deutsche Tourenwagen Meisterschaft para Rosberg con un Audi A4 2006, con el que finalizó 17º con un punto de un octavo lugar. Tampoco le fue bien al volante del Audi R10 TDI, ya que abandonó en su retorno a las 24 Horas de Le Mans y llegó retrasado en Petit Le Mans.
La marca optó por hacerlo pilotar un Audi R10 TDI junto con Marco Werner en la American Le Mans Series 2008. De las once carreras, consiguieron ocho victorias en la clase LMP1 con las que obtuvieron ambos campeonatos sobradamente, pero solamente cinco victorias fueron absolutas, ya que el reglamento hacía que los Porsche RS Spyder y Acura ARX-01B de la clase LMP2 fueran tan competitivos como los LMP1. También en 2008, Luhr llegó cuarto absoluto en las 24 Horas de Le Mans, en un Audi compartido con Rockenfeller y Alexandre Prémat.
En 2009, Luhr corrió tres carreras de resistencia en un Audi R15 TDI oficial: llegó tercero en las 12 Horas de Sebring, abandonó en las 24 Horas de Le Mans y terminó cuarto en Petit Le Mans, teniendo como compañeros de butaca a Marco Werner en todas y a Mike Rockenfeller en las dos primeras. Asimismo, llegó segundo en las 24 Horas de Nürburgring con un Audi R8 del equipo Abt.
El alemán disputó en 2010 las 24 Horas de Nürburgring, las 24 Horas de Spa y varias fechas del VLN en un Audi R8. También corrió dos carreras de resistencia de Estados Unidos en sport prototipos: llegó tercero en las 24 Horas de Daytona en un Riley-BMW de Level 5, junto a Ryan Hunter-Reay, Christophe Bouchut, Richard Westbrook y Scott Tucker; y terminó segundo en LMP2 y séptimo absoluto en Petit Le Mans en un Porsche RS Spyder de CytoSport acompañando a Maassen y Klaus Graf.
Luhr volvió a correr en variadas competencias en 2011. Pilotó un Nissan GT-R de JR en el Campeonato Mundial de GT1 junto a Michael Krumm, donde ganó cuatro carreras y sumó nueve podios en 20 carreras para alcanzar el campeonato de pilotos y el subcampeonato de equipos. Disputó ocho de las nueve carreras de la American Le Mans Series para Cytosport en un Lola-Aston Martin de la clase LMP1, que obtuvo subcampeonatos de pilotos y equipos con cuatro victorias. También corrió las tres principales carreras de 24 horas en un Porsche 911. Corrió las 24 Horas de Daytona para TRG; llegó sexto en GTE en las 24 Horas de Le Mans para Flying Lizard, junto a Jörg Bergmeister y Patrick Long; y ganó las 24 Horas de Nürburgring para Manthey acompañando a Bernhard, Dumas y Lieb.
En 2012, Luhr continuó compitiendo para el renombrado equipo Muscle Milk Pickett Racing de la American Le Mans Series, ahora con un HPD ARX-03a de la clase LMP1. Junto a Graf, ganó seis de las diez carreras, aunque llegando retrasado en Sebring y Petie Le Mans, de modo que obtuvo los títulos de pilotos y equipos. Asimismo, llegó segundo en las 24 Horas de Daytona con un Riley-Ford de Starworks.
El piloto ganó ocho de las diez fechas de la ALMS 2013 junto a Graf, defendiendo así ambos títulos ante los rivales de Dyson. En tanto, llegó séptimo absoluto y primero en la clase SP7 de las 24 Horas de Nürburgring con un Porsche 911 de Manthey junto a Bernhard, Dumas y Lieb.
Ante la creación del United SportsCar Championship en 2014, Luhr disputó las dos primeras fechas con un Oreca Nissan LMP2 de Muscle Milk Pickett Racing, resultando quinto en las 24 Horas de Daytona junto a Graf y Alex Brundle. Luego corrió con un BMW Z4 semioficial en las 24 Horas de Nürburgring para Schubert, donde abandonó, y las 24 Horas de Spa para Marc VDS, donde llegó segundo.
En 2015, Luhr se convirtió en piloto titular de BMW en el United SportsCar Championship, pilotando un BMW Z4 del equipo Rahal junto John Edwards. Obtuvo una victoria en Laguna Seca, dos segundos puestos en Mosport y Petit Le Mans, y el cuarto puesto en las 24 Horas de Daytona, las 12 Horas de Sebring y en Virginia. Así, quedó octavo en el campeonato de pilotos de la clase GTLM y quinto en el campeonato de equipos. Además, participó en dos fechas de la Blancpain Endurance Series con un BMW Z4 de Marc VDS junto a Markus Palttala, triunfando en las 24 Horas de Spa y tercero en los 1000 km de Paul Ricard.